# Pístina

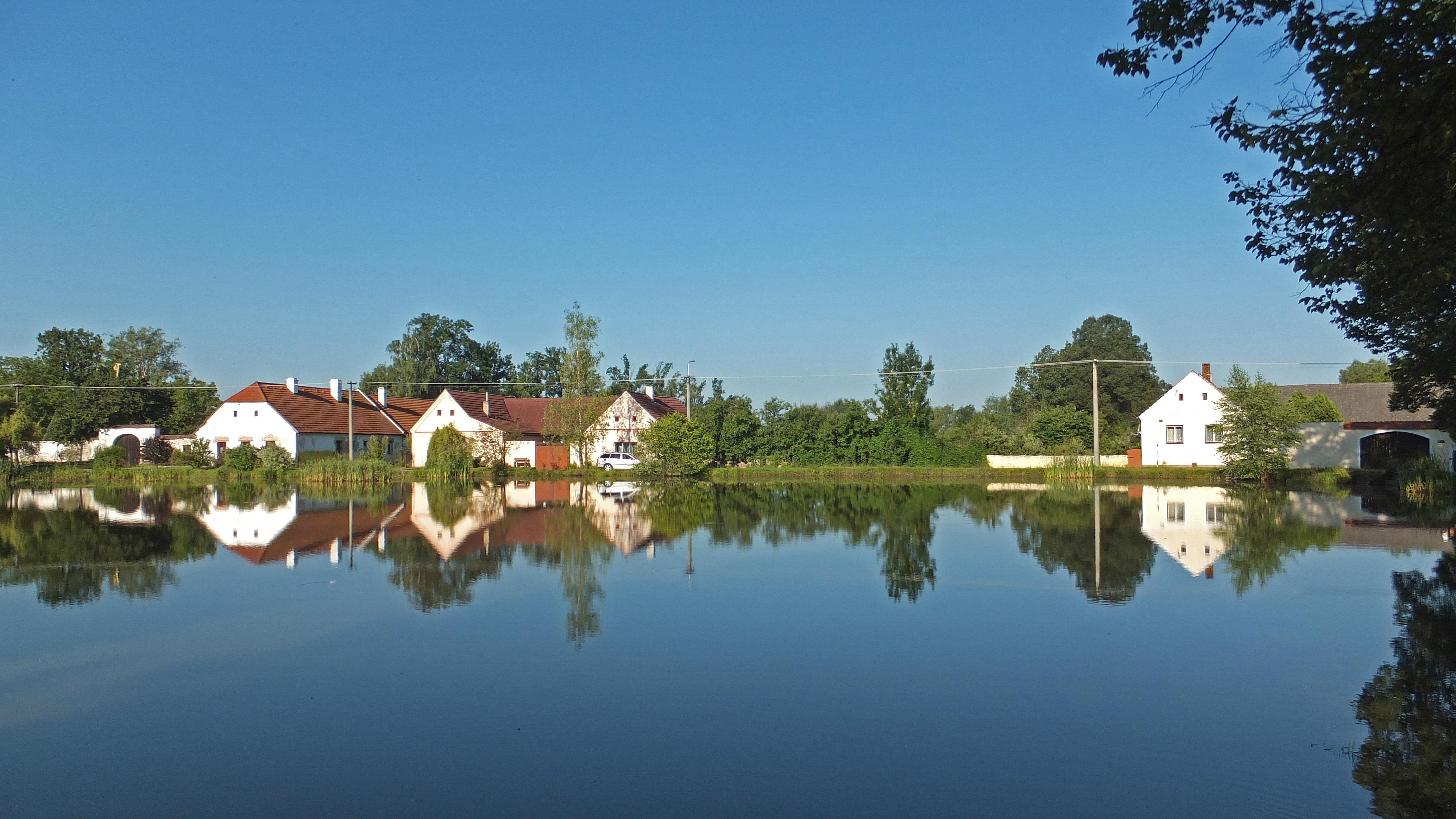

Pístina (deutsch Pistin) ist eine Gemeinde in Tschechien mit etwa 200 Einwohnern. Sie liegt 13 Kilometer südwestlich von Jindřichův Hradec und gehört zum Okres Jindřichův Hradec.

## Geographie
Pístina befindet sich zwischen der Nová řeka und Nežárka in einer Teichlandschaft an den westlichen Ausläufern der Javořická vrchovina am Übergang ins Wittingauer Becken.
Nachbarorte sind Stráž nad Nežárkou im Norden, Dolní Lhota im Nordosten, Příbraz im Osten, Prohanidla und Libořezy im Südosten, Mníšek im Süden, Stříbřec im Südwesten sowie Mláka und Nový Řadov im Nordwesten.

## Geschichte
Erstmals urkundlich erwähnt wurde Pístina im Jahre 1397 im Zuge einer Verpfändung an die Herren von Neuhaus. Danach gelangte der Ort an deren Seitenlinie, die Herren von Stráž, die 1474 mit Georg/Jiřík, einem Sohn des Oberstlandhofmeisters Heinrich/Jindřich von Stráž erloschen. Danach wechselten sich die Besitzer ab, ehe 1577 Wilhelm von Rosenberg das Dorf erwarb.
Gepfarrt war der Ort zur Kirche St. Peter und Paul in Stráž nad Nežárkou.

## Gemeindegliederung
Für die Gemeinde Pístina sind keine Ortsteile ausgewiesen.

## Sehenswürdigkeiten
- Kapelle St. Katharina
- Jüdischer Friedhof